# Fedaia-Stausee
Der Fedaia-Stausee (italienisch Lago di Fedaia, ladinisch Lèch de Fedaa) ist ein Speichersee in der Nähe des Fedaiapasses auf etwa 2050 m s.l.m. Höhe in den Dolomiten im Trentino (Italien). Er dient sowohl der Gewinnung von Elektroenergie als auch dem Hochwasserschutz.

## Geographie
Der Stausee liegt zwischen dem Nordhang der Marmolata und dem nördlich des Sees verlaufenden Padonkamm. Am Nordufer des Sees entlang führt die Staatsstraße SS 641 „del Passo Fedaia“ von Canazei nach Rocca Pietore. Gestaut wird der Fluss Avisio, der im Gletscherbereich der Marmolata entspringt und weiter durch das Fassatal fließt, sowie einige kleinerer Flussläufe, wie der Torrente Vernel und der Torrente Ombretta. Das Wasser des unterhalb des Stausees liegenden Torrente Obretta wird dabei aufgefangen und in den See gepumpt.

## Beschreibung
Der See wurde in einer Senke westlich der Passhöhe in den 1950er Jahren aufgestaut. Er besitzt zwei Staubauwerke, die zwischen 1952 und 1956 von der SADE errichtet wurden.
Das Hauptsperrwerk „Fedaia“ im Westen zum Fassatal ist eine Pfeilerstaumauer mit insgesamt 19 Pfeilern. Sie besitzt eine maximale Höhe von 57 Metern und einer Basisbreite von 43 Metern und setzt sich aus zwei gegeneinander leicht abgewinkelten geraden Stücken und einem gekrümmten um die Stelle der größten Mauerhöhe zusammen. Sie ist insgesamt 622 Meter lang und wegen ihrer Form länger als die Seebreite. Über sie führt eine für den Verkehr geöffnete Fahrstraße.
Im Osten, in Richtung des nur wenige Meter höheren Passes, sichert ein 270 Meter langer geradlinig verlaufender Schüttdamm namens „Maria al Lago“ das östlich gelegene Val Pettorina ab. Unterhalb des Dammes, etwa 15 Meter tiefer als der Wasserspiegel des Stausees liegt der kleine natürliche Fedaia-See von etwa 100 mal 150 Metern, der nach Osten von der Passhöhe abgeriegelt wird. Der Abstand der beiden Staubauwerke und damit die Länge des Stausees beträgt 1,62 km.
Das vom Fedaia-Stausee gespeiste Speicherkraftwerk befindet sich im Gegensatz zum Stausee auf dem Gebiet der Provinz Belluno in der Region Venetien. In einer ersten Fallstufe wird das Wasser über das auf der orographisch linken Seite des Sees gelegene Einlaufbauwerk über vier Kilometer lange unterirdische verlaufende Druckrohrleitungen zum 570,45 Meter tiefer gelegenen Maschinenhaus an der südöstlich des Stausees gelegenen Malga Ciapela geleitet. In einer zweiten Fallstufe wird das Wasser anschließend in das 335,42 Meter tiefer gelegene Maschinenhaus im Ortsteil Saviner der Gemeinde Rocca Pietore geführt, bevor das Wasser in den Cordevole abgelassen wird.
Das 1956 ans Netz gegangene und von ENEL-Green-Power betriebene Kraftwerk Malga Ciapela liefert mit seinen zwei Fallstufen eine Leistung von 20 Megawatt und speist im Jahresdurchschnitt 16 GWh ein.

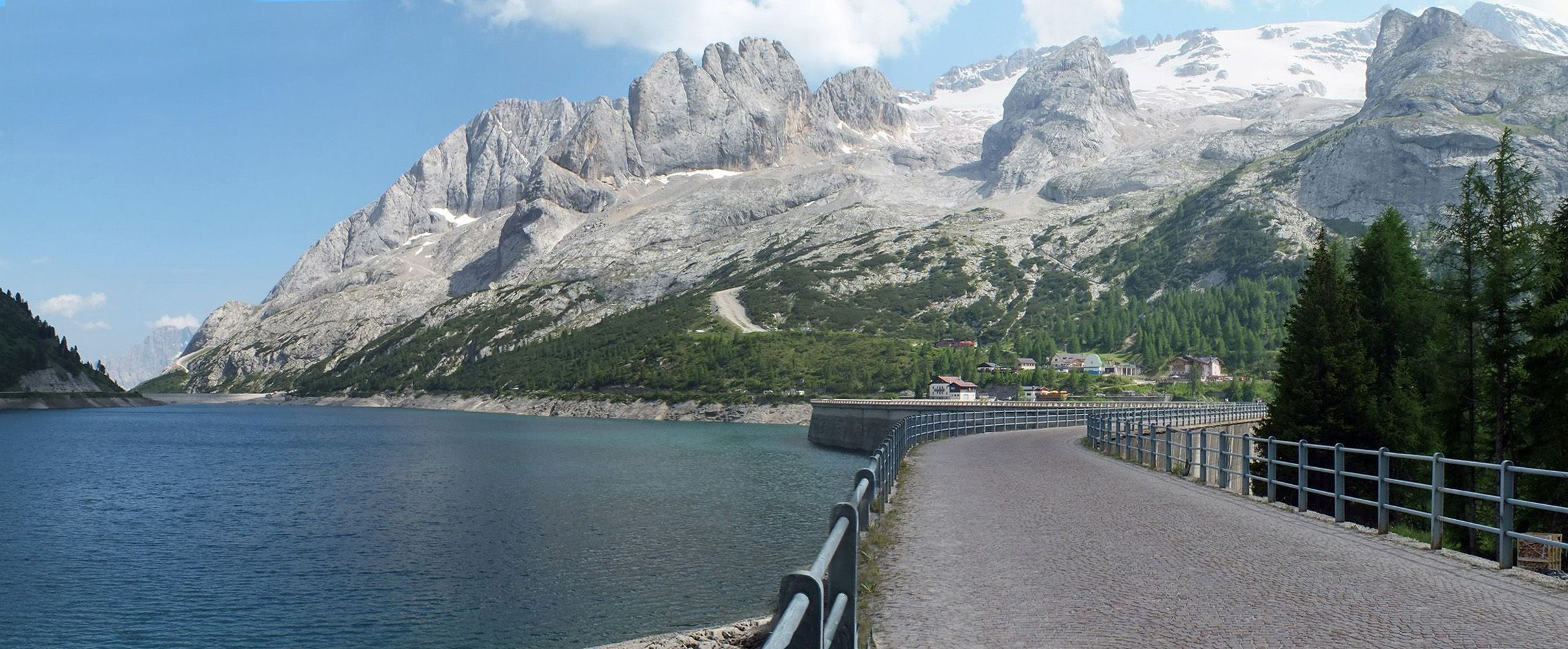
Der Fedaia-Stausee vor dem Nordhang der Marmolata, mit der Fahrstraße über die Pfeilerstaumauer im Vordergrund und dem Schüttdamm links hinten.

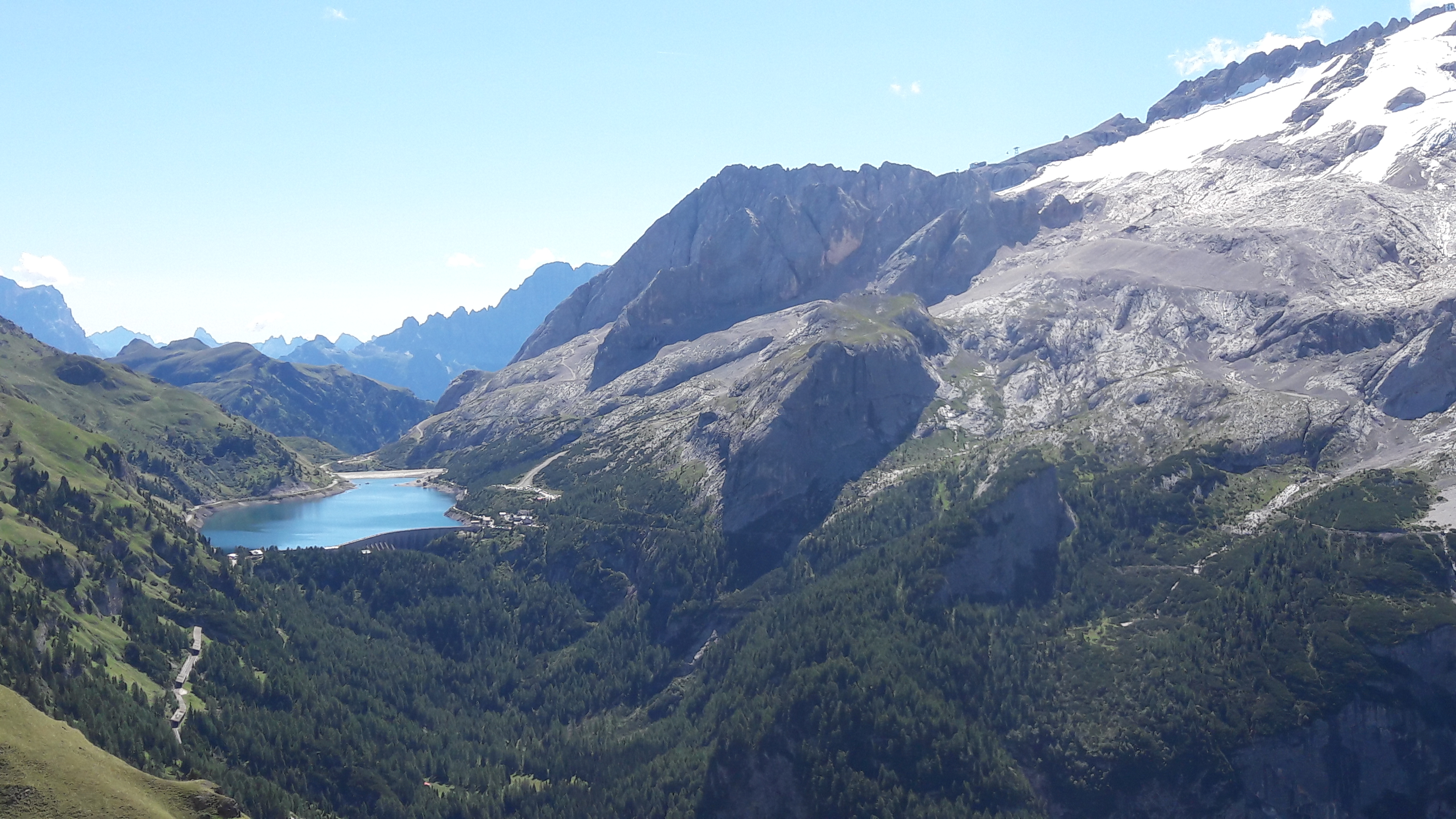
Der Fedaia-Stausee mit Blickrichtung Osten
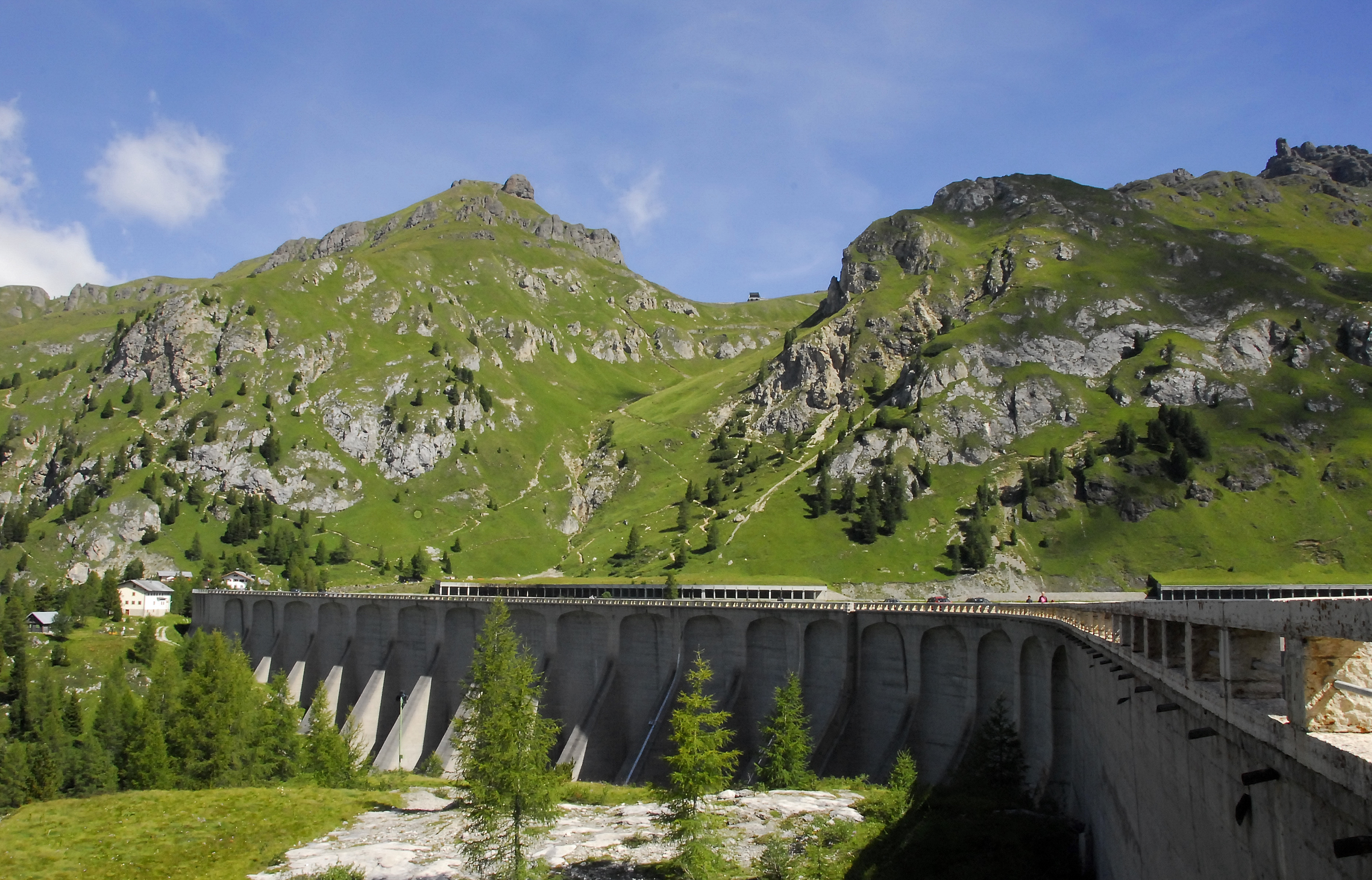
Pfeilerstaumauer, im Hintergrund der Padonkamm mit der Porta Vescovo
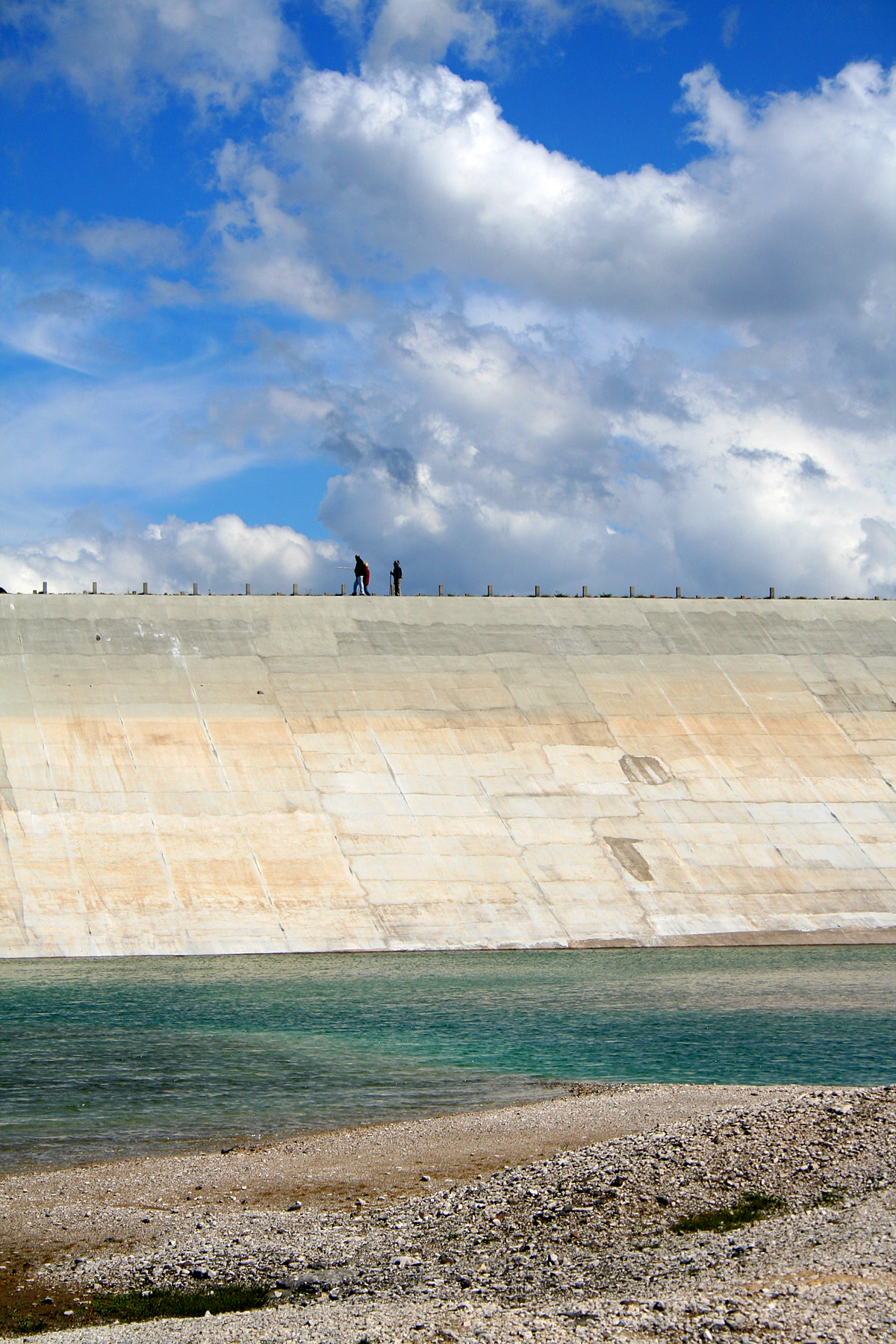
Schüttdamm am Ostufer
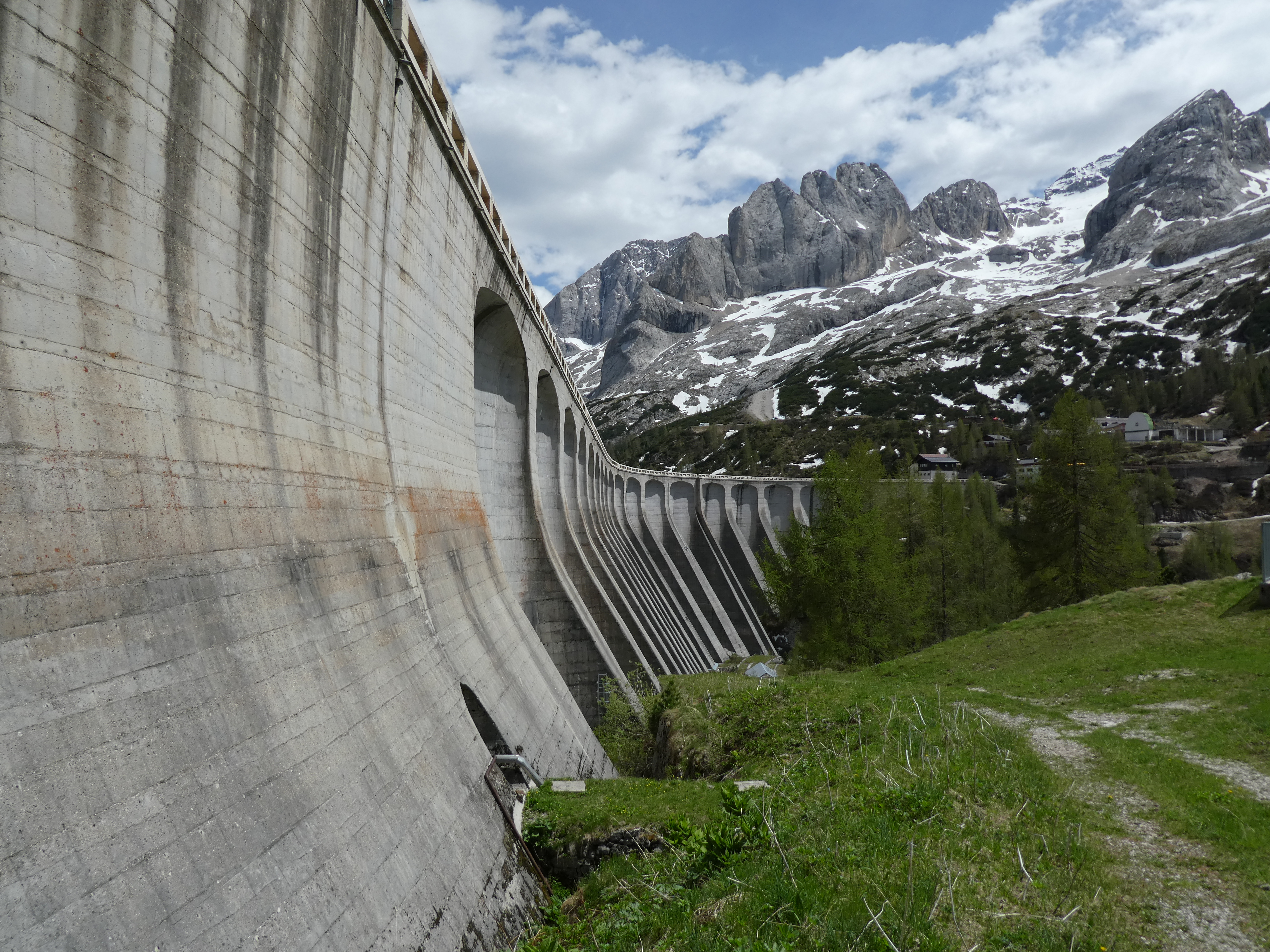
Pfeilerstaumauer mit Blick auf Sasso Undici (links) und Sasso Dodici (rechts) der Marmolata

## Fischfauna
Im Fedaia-Stausee sind nur zwei Fischarten heimisch: die Bach- und die Regenbogenforelle.

## Trivia
Die Baustelle am Fedaia-Stausee diente 1955 als Kulisse für den Spielfilm „Flucht in die Dolomiten“ mit Luis Trenker in der Hauptrolle. An der Fahrstraße, die über die Pfeilerstaumauer führt, wurden einige Szenen des Hollywood-Streifens „The Italian Job – Jagd auf Millionen“ aus dem Jahr 2003 gedreht.